# 格里特奧克鎮區 (愛荷華州帕洛阿爾托縣)
格里特奧克鎮區（英語：Greet Oak Township）是位於美國愛荷華州帕洛阿爾托縣的一個行政鎮區。

## 地方資料
根據2010年美國人口普查的數據，格里特奧克鎮區的面積為93.84平方千米，當中陸地面積為93.69平方千米，而水域面積為0.15平方千米。當地共有人口148人，而人口密度為每平方千米1.58人。